# Трумансбург (Њујорк)
Трумансбург (енгл. Trumansburg) град је у америчкој савезној држави Њујорк.

## Демографија
По попису из 2010. године број становника је 1.797, што је 216 (13,7%) становника више него 2000. године.
| Група             | 2000.         | 2010.         |
| Белци             | 1.507 (95,3%) | 1.689 (94,0%) |
| Афроамериканци    | 12 (0,8%)     | 19 (1,1%)     |
| Азијати           | 11 (0,7%)     | 15 (0,8%)     |
| Хиспаноамериканци | 33 (2,1%)     | 38 (2,1%)     |
| Укупно            | 1.581         | 1.797         |